# 静岡県道44号磐田天竜線
静岡県道44号磐田天竜線（しずおかけんどう44ごう いわたてんりゅうせん）は、静岡県磐田市から浜松市天竜区に至る県道（主要地方道）である。

## 概要

### 路線データ
- 陸上距離：18.1 km
- 起点 : 静岡県磐田市見付（加茂川交差点、静岡県道56号磐田停車場線・静岡県道413号磐田袋井線交点）
- 終点 : 静岡県浜松市天竜区二俣町二俣（双竜橋交差点、国道152号・国道362号交点）

## 歴史
- 1955年（昭和30年）3月31日 - 認定
- 1993年（平成5年）5月11日 - 建設省から、県道磐田天竜線が磐田天竜線として主要地方道に指定される[1]。

## 路線状況

### 別名
- 二俣東街道

### 重複区間
- 静岡県道61号浜北袋井線（磐田市平松・平松上交差点 - 磐田市神増・豊岡南小入口交差点）
- 静岡県道40号掛川天竜線（磐田市下野部・豊岡北小前交差点 - 浜松市天竜区二俣町二俣・双竜橋交差点）

## 地理

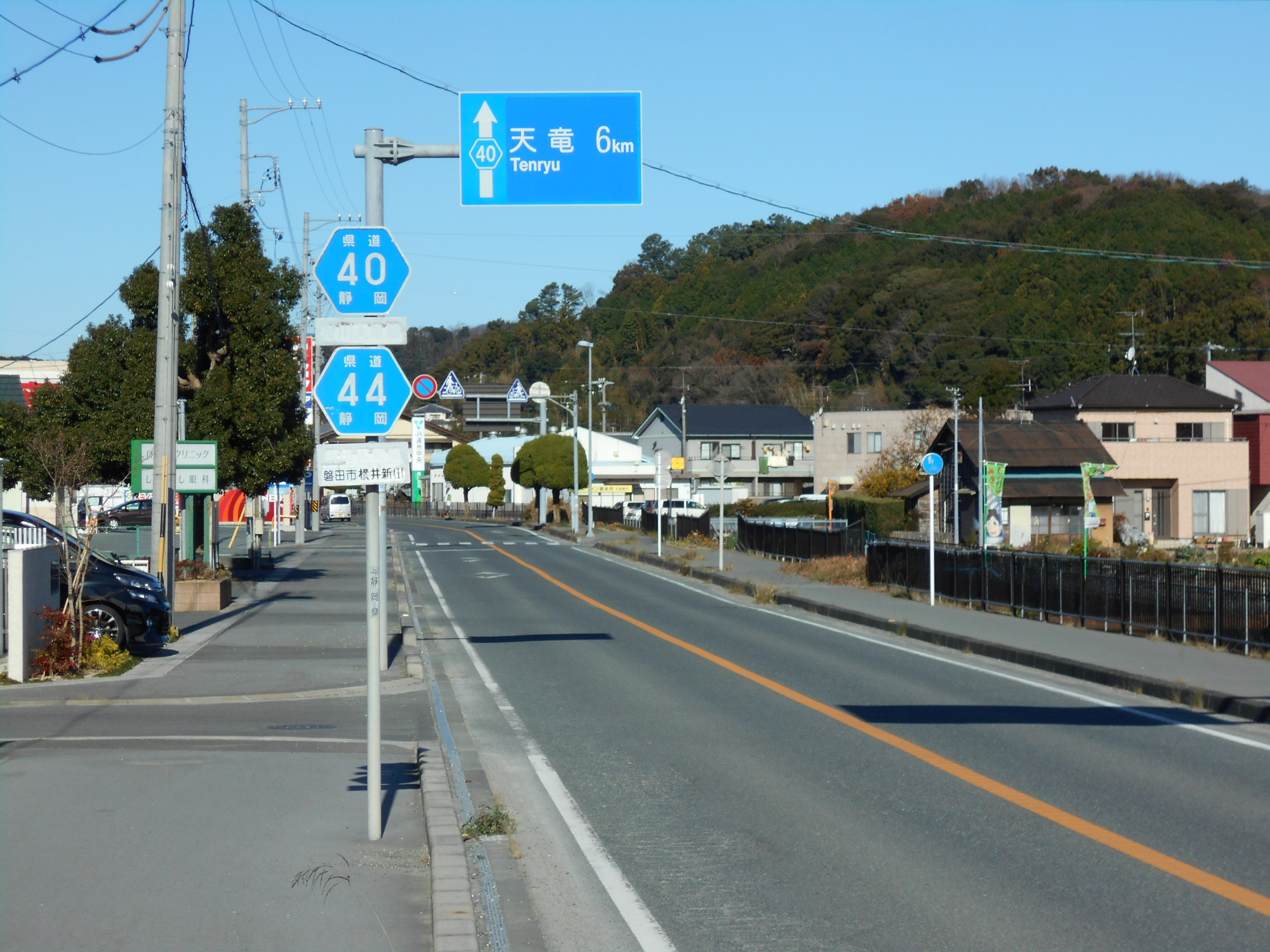
静岡県道40号掛川天竜線との重複区間（磐田市豊岡駅付近）

昭和初期まで存在した光明電気鉄道の路線とほぼ並行する形で、天竜川東岸を南北に走る。

### 通過する自治体
- 磐田市
- 浜松市（天竜区）

### 交差する道路
- 静岡県道56号磐田停車場線・静岡県道413号磐田袋井線（磐田市見付・加茂川交差点、起点）
- 国道1号 磐田バイパス 豊田東インターチェンジ（磐田市富丘）
- 静岡県道262号豊田竜洋線（磐田市加茂・加茂神社前交差点）
- 静岡県道374号浜松袋井線（磐田市匂坂中・匂坂中上交差点）
- 静岡県道61号浜北袋井線（磐田市平松・平松上交差点）
- 静岡県道61号浜北袋井線（磐田市神増・豊岡南小入口交差点）
- 静岡県道40号掛川天竜線（磐田市下野部・豊岡北小前交差点）
- 静岡県道284号野部停車場線（磐田市新開・豊岡駅前交差点）
- 静岡県道343号上野部豊田竜洋線（磐田市上野部・栗下交差点）
- 国道152号 バイパス（飛龍大橋）（浜松市天竜区二俣町阿蔵・飛龍大橋北交差点）
- 国道152号・国道362号（浜松市天竜区二俣町二俣・双竜橋交差点、終点）

### 沿線・周辺
- 西光寺
- 姫街道起点
- 天竜浜名湖鉄道 豊岡駅、上野部駅、天竜二俣駅